# Bogowie Egiptu
Bogowie Egiptu (ang. Gods of Egypt) – amerykański film z 2016.

## Fabuła
Set, okrutny bóg ciemności, podstępem przejmuje egipski tron. Faraon ginie, kapłani są bezsilni, a zwykli ludzie stają się niewolnikami. Tylko garstka buntowników stawia czoła uzurpatorowi, by ocalić imperium. Na ich czele staje bohaterski śmiertelnik Bek, który z pomocą potężnego boga Horusa wyrusza w zaświaty i do samych niebios, by tam odnaleźć i pokonać Seta i jego hordy.

## Obsada

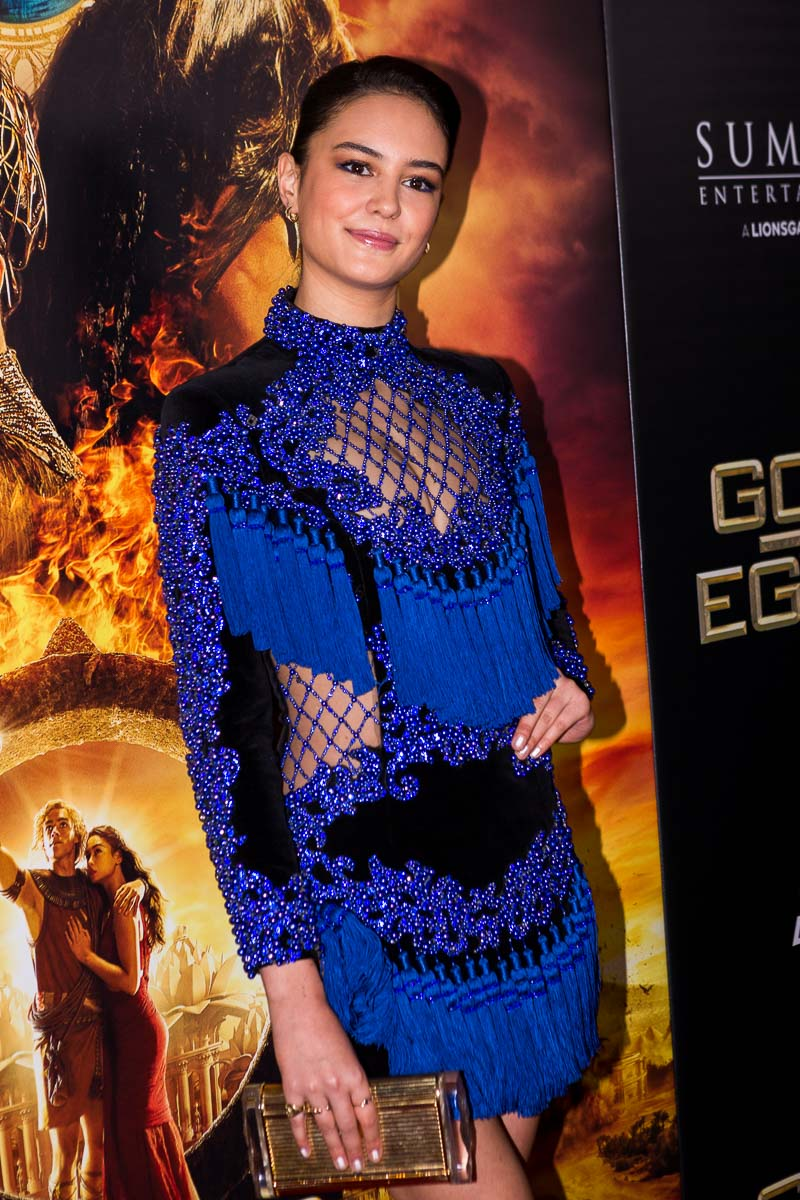
Courtney Eaton na premierze filmu w Nowym Jorku (24 lutego 2016)

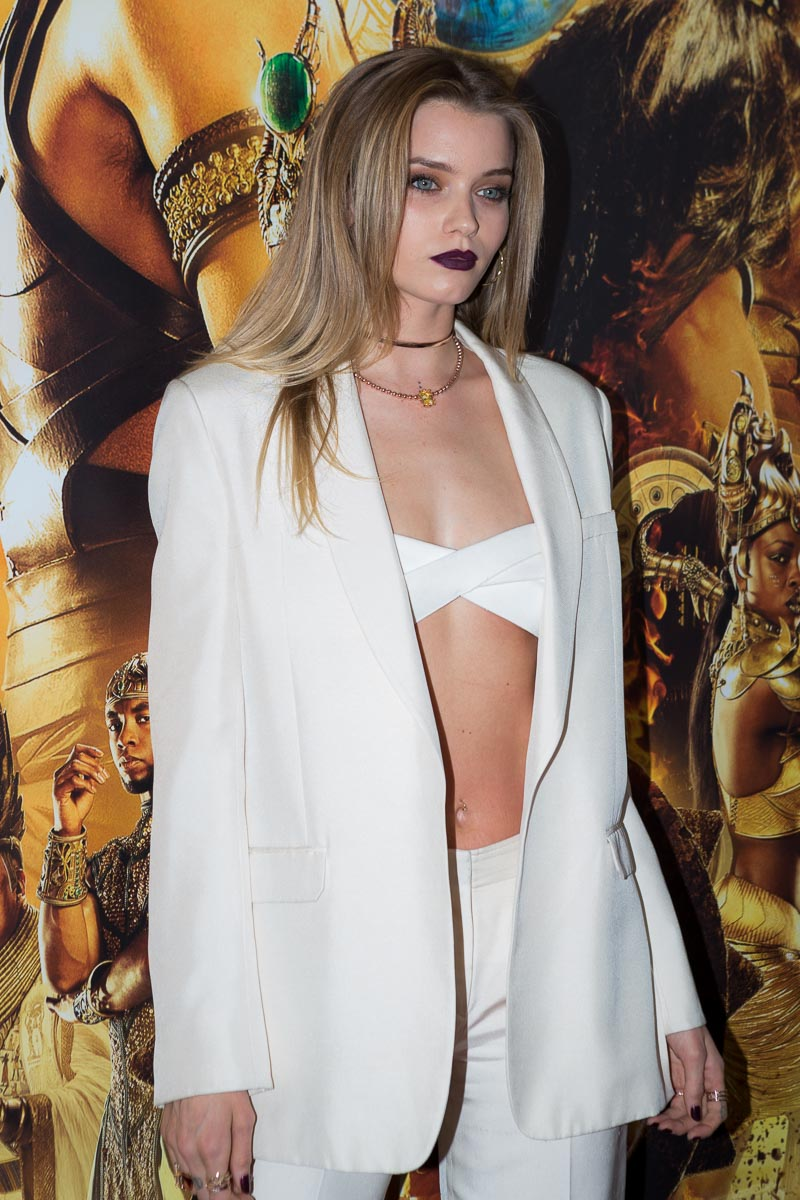
Abbey Lee na premierze filmu

źródło:
- Nikolaj Coster-Waldau jako Horus
- Brenton Thwaites jako Bek
- Chadwick Boseman jako Thot
- Elodie Yung jako Hathor
- Courtney Eaton jako Zaya
- Gerard Butler jako Set
- Geoffrey Rush jako Ra
- Bryan Brown jako Ozyrys
- Rufus Sewell jako Urshu
- Abbey Lee jako Anat
- Emma Booth jako Neftyda
- Goran D. Kleut jako Anubis
- Alexander England jako Mnewis
- Rachael Blake jako Izyda
- Robyn Nevin jako Sharifa
- Yaya Deng jako Astarte
- Bruce Spence jako Główny sędzia

## Odbiór

### Box office
Przy budżecie szacowanym na 140 milionów dolarów, film zarobił w USA i Kanadzie ponad 31 milionów. W pozostałych krajach kwota przychodów z biletów wyniosła blisko 120 mln, a łączny przychód jest szacowany na 151 mln USD.

### Reakcja krytyków
Film spotkał się z negatywną reakcją krytyków. W agregatorze recenzji Rotten Tomatoes 15% z 194 recenzji uznano za pozytywne, a średnia ocen wystawionych na ich podstawie wyniosła 3,7 na 10. Z kolei w agregatorze Metacritic średnia ważona ocen z 25 recenzji wyniosła 25 punktów na 100.